# Carlos Rojas Muñoz
Carlos Enrique Rojas Muñoz, (Ollagüe, Región de Antofagasta, Chile, 18 de enero de 1956), conocido como "Chifi" Rojas, es un retirado futbolista chileno y actual entrenador de  Municipal Mejillones.

## Trayectoria

### Como futbolista
Sus inicios futbolísticos los dio en el Tráfico FC, club representativo del Ferrocarril Antofagasta-Bolivia. Llegó a probarse en 1977 al entonces emergente Deportes El Loa, el que luego se llamó Cobreloa, donde quedó después de una selección realizada entre jugadores amateurs de la zona por Fernando Riera. Su trayectoria como jugador la hizo en Cobreloa y Unión Española, hasta retirarse en 1991 en Deportes Arica.
Carlos Rojas integró los equipos dorados de Cobreloa y entre sus logros como jugador fue campeón nacional los años '80, '82 y '85, campeón de la Copa Chile 1986, y vicecampeón de América con los loínos los años '81 y '82.

### Como entrenador
Tras su retiro, se dedicó a la dirección de equipos juveniles de Cobreloa, posteriormente asumió la jefatura de las divisiones inferiores. En 1997 es nombrado director técnico de dicho club, disputó los torneos Apertura y Clausura 97 dejando en ambos al club en 5.º lugar, en el torneo de 1998 obtuvo el 4.º y en la Copa Chile no pasó la fase inicial. En abril de 2000, asumió brevemente tras la renuncia de Arturo Salah.
En septiembre de 2004 es nombrado técnico de Antofagasta, pero no continuó para la temporada 2005.
Durante 2006 Jorge Garcés le ofreció el cargo de ayudante en O'Higgins, propuesta que acepta. Mario Soto, en abril de 2010, lo lleva a Cobreloa como su segundo.  Luego, a mediados de ese año, nuevamente Garces, en ese entonces D.T. de  Santiago Wanderers, le propuso el cargo de ayudante técnico del club. Aceptó y permaneció hasta 2011 para luego asumir la dirección de Provincial Osorno. A mediados de 2011 renunció acusando sueldos impagos de parte del club.
Al poco tiempo, volvió a trabajar con Garcés como ayudante en Ñublense, pero este último, debido a malos resultados renunció y la dirigencia del club le ofreció a Rojas la banca. Debió enfrentar los últimos 10 partidos con el equipo ya en el último lugar. Finalmente se descendió y solo pasó un año para que obtuviera la promoción. En el torneo de Primera B igualó el récord del equipo de 1971 de 18 partidos invictos, finalizó 3.º en la general para luego disputar una definición ida y vuelta contra Barnechea, el global resultó 3 a 3 pero finalmente su equipo sentenció en los penales dando el ascenso al club. Luego de consolidar el ascenso y una campaña irregular en el Campeonato de transición Petrobras 2013 donde solo ganó un partido de local, fue despedido, por malos resultados, en la quinta fecha del Torneo Apertura 2013.

## Clubes y estadísticas

### Como futbolista
| Club           | País  | Año       |
| -------------- | ----- | --------- |
| Cobreloa       | Chile | 1977−1987 |
| Unión Española | Chile | 1988      |
| Cobreloa       | Chile | 1989−1990 |
| Deportes Arica | Chile | 1991      |

### Como entrenador
Datos actualizados al 19 de octubre de 2024.
| Club                 | País  | Año       | PJ  | PG  | PE | PP  | Rendimiento |
| -------------------- | ----- | --------- | --- | --- | -- | --- | ----------- |
| Cobreloa             | Chile | 1997-1998 | 61  | 29  | 12 | 20  | 54.1%       |
| Cobreloa             | Chile | 2000      | 2   | 1   | 0  | 1   | 50%         |
| Deportes Antofagasta | Chile | 2004      | 5   | 1   | 4  | 0   | 26.67%      |
| Cooferro             | Chile | 2006      | ?   | ?   | ?  | ?   | ?           |
| Provincial Osorno    | Chile | 2011      | 3   | 1   | 1  | 1   | 44.44%      |
| Ñublense             | Chile | 2011-2013 | 71  | 29  | 21 | 21  | 50.71%      |
| Coquimbo Unido       | Chile | 2013-2014 | 39  | 17  | 10 | 12  | 52.14%      |
| Rangers              | Chile | 2014-2015 | 39  | 12  | 12 | 15  | 41.03%      |
| Cobreloa             | Chile | 2016      | 5   | 1   | 2  | 2   | 33.33%      |
| Municipal Mejillones | Chile | 2017-Act. | 147 | 37  | 30 | 80  | 31.97%      |
| Total                | Total | Total     | 372 | 128 | 92 | 152 | 42.65%      |

## Palmarés

### Como jugador
Torneos nacionales
| Título           | Club     | País  | Año  |
| ---------------- | -------- | ----- | ---- |
| Primera División | Cobreloa | Chile | 1980 |
| Primera División | Cobreloa | Chile | 1982 |
| Primera División | Cobreloa | Chile | 1985 |
| Copa Chile       | Cobreloa | Chile | 1986 |